# Port lotniczy Dori
Port lotniczy Dori – port lotniczy położony w Dori, w Burkinie Faso.